# Episodi de I Thunderman (terza stagione)
La terza stagione della serie televisiva I Thunderman è stata trasmessa per la prima volta negli Stati Uniti dal 27 giugno 2015 al 10 ottobre 2016 su Nickelodeon.
La stagione è composta da 25 episodi nella versione originale e da 26 episodi in quella italiana, perché l'episodio Il segreto rivelato è stato diviso in due parti nella versione italiana.
In Italia è stata trasmessa in prima TV assoluta su Nickelodeon dal 15 febbraio 2016 al 17 marzo 2017, mentre in chiaro è andata in onda a partire dal 2017 su Super!.
| n° | Codice di prod. | Titolo originale             | Titolo italiano                      | Prima TV USA      | Prima TV Italia  |
| -- | --------------- | ---------------------------- | ------------------------------------ | ----------------- | ---------------- |
| 1  | 302             | Phoebe vs. Max: The Sequel   | Phoebe contro Max: la sfida continua | 27 giugno 2015    | 15 febbraio 2016 |
| 2  | 301             | On the Straight and Arrow    | Cherry, metti la freccia!            | 11 luglio 2015    | 16 febbraio 2016 |
| 3  | 303             | Why You Buggin'?             | Non sono gelosa                      | 18 luglio 2015    | 17 febbraio 2016 |
| 4  | 304             | Exit Stage Theft             | Cattive compagnie                    | 25 luglio 2015    | 18 febbraio 2016 |
| 5  | 305             | Are You Afraid of the Park?  | Una giostra da paura                 | 30 settembre 2015 | 19 febbraio 2016 |
| 6  | 306             | Evil Never Sleeps            | Il male non dorme mai                | 7 ottobre 2015    | 20 febbraio 2016 |
| 7  | 308             | Doppel-Gamers                | Gita al Gamer Fest                   | 14 ottobre 2015   | 22 febbraio 2016 |
| 8  | 309             | Floral Support               | Salviamo la pianta                   | 21 ottobre 2015   | 23 febbraio 2016 |
| 9  | 310             | Patch Me If You Can          | La benda di Evilman                  | 28 ottobre 2015   | 24 febbraio 2016 |
| 10 | 307             | Give Me a Break Up           | Lasciami respirare                   | 4 novembre 2015   | 21 febbraio 2016 |
| 11 | 312             | No Country for Old Mentors   | La scelta del mentore                | 11 novembre 2015  | 16 marzo 2016    |
| 12 | 311             | Date Expectations            | Il trattato di pace                  | 18 novembre 2015  | 16 marzo 2016    |
| 13 | 315             | He Got Game Night            | La serata dei giochi                 | 13 febbraio 2016  | 17 ottobre 2016  |
| 14 | 316             | Kiss Me Nate                 | Baciami Nate                         | 2 aprile 2016     | 17 ottobre 2016  |
| 15 | 318             | Dog Day After-School         | Dog-sitting                          | 4 giugno 2016     | 18 ottobre 2016  |
| 16 | 321             | Original Prankster           | Scherzi e trabocchetti               | 11 giugno 2016    | 18 ottobre 2016  |
| 17 | 323             | Chutes and Splatters         | Il coprifuoco                        | 25 giugno 2016    | 19 ottobre 2016  |
| 18 | 317             | I'm Gonna Forget You, Sucka  | Selfie pericolosi                    | 9 luglio 2016     | 19 ottobre 2016  |
| 19 | 326             | Beat the Parents             | Incontro con i suoi                  | 16 luglio 2016    | 20 ottobre 2016  |
| 20 | 322             | Can't Spy Me Love            | Colpo di fulmine                     | 23 luglio 2016    | 20 ottobre 2016  |
| 21 | 325             | Robin Hood: Prince of Pheebs | Chi è il tuo preferito?              | 30 luglio 2016    | 21 ottobre 2016  |
| 22 | 319             | Aunt Misbehavin'             | Le sorelle McBooger                  | 6 agosto 2016     | 21 ottobre 2016  |
| 23 | 324             | Stealing Home                | Furto in casa                        | 13 agosto 2016    | 24 ottobre 2016  |
| 24 | 320             | Back to School               | Un test da super-are                 | 13 agosto 2016    | 24 ottobre 2016  |
| 25 | 313             | Thundermans: Secret Revealed | Il segreto rivelato (1ª parte)       | 10 ottobre 2016   | 17 marzo 2017    |
| 26 | 314             | Thundermans: Secret Revealed | Il segreto rivelato (2ª parte)       | 10 ottobre 2016   | 17 marzo 2017    |

## Phoebe contro Max: la sfida continua
- Titolo originale: Phoebe vs. Max: The Sequel
- Diretto da: Shannon Flynn ed Eric Dean Seaton
- Scritto da: Sean W. Cunningham e Marc Dworkin

### Trama
Tutti in famiglia si chiedono quale superpotere verrà dato a Chloe. Per scoprirlo viene chiesto un consulto al dottor Ouch. Intanto Phoebe ottiene una parte nel balletto "Il lago dei cigni".

## Cherry, metti la freccia!
- Titolo originale: On the Straight and Arrow
- Diretto da: Shannon Flynn
- Scritto da: David Hoge e Dan Cross

### Trama
Cherry vuole fare l'esame per la patente. Max spera in un passaggio per trasportare gli strumenti della band al luogo del loro concerto, ma la mamma di Cherry vuole che quest'ultima prenda un bel voto in educazione fisica.

## Non sono gelosa
- Titolo originale: Why You Buggin'?
- Diretto da: Eric Dean Seaton
- Scritto da: Jed Spingarn

### Trama
Link viene raggiunto da una sua vecchia amica d'infanzia, Quinn. È la figlia di due malvagi umani insetti, particolarmente ghiotti di mango. La ragazza è innamorata di Link.

## Cattive compagnie
- Titolo originale: Exit Stage Theft
- Diretto da: Robbie Countryman
- Scritto da: Lisa Muse Bryant

### Trama
Il dottor Colosso rimprovera Max di non aver frequentato persone abbastanza malvagie. Max abbandona i compagni del suo gruppo musicale e si unisce a tre ragazze che rubano degli oggetti regolarmente, ma si rende conto che lo stavano solo usando.

## Una giostra da paura
- Titolo originale: Are You Afraid of the Park?
- Diretto da: Robbie Countryman
- Scritto da: Dan Serafin

### Trama
Hank e Barb organizzano di portare tutta la famiglia al parco di divertimenti, ma Max e Phoebe sono terrorizzati da un'attrazione e, per sabotare la gita e salvare la reputazione, fanno litigare Billy e Nora sfruttando i poteri e costringendo i genitori a riportarli a casa. I due ragazzini sono così arrabbiati l'uno con l'altra che si rifiutano di parlarsi e iniziano a passare il tempo con un fratello maggiore ciascuno. Dopo qualche giorno la situazione diventa così ingestibile che Max e Phoebe cercano di farli riconcialiare, arrivando persino a portarli al parco divertimenti nel cuore della notte per farli salire sulla giostra insieme. Il piano non funziona, così i gemelli confessano di essere la causa del litigio. Inizialmente Billy e Nora non sembrano intenzionati a fare pace, ma in realtà ingannano i fratelli maggiori, facendo fare loro un giro sull'attrazione di cui hanno paura per vendetta.

## Il male non dorme mai
- Titolo originale: Evil Never Sleeps
- Diretto da: Sean Mulcahy
- Scritto da: Anthony Q. Farrell

### Trama
La presidente della Lega degli Eroi incarica Phoebe di indagare su Evilman, un ex super-cattivo. Ma Evilman non è altro che il padre di Link. Alla fine, si scopre che era un test.

## Gita al Gamer Fest
- Titolo originale: Doppel-Gamers
- Diretto da: Jonathan Judge
- Scritto da: Wesley Jermaine Johnson e Scott Taylor

### Trama
Phoebe e Max non riescono a venire a capo di un videogame così, quando scoprono che il creatore del gioco sarà presente al "Gamer Fest", decidono di andare a consultarlo.

## Salviamo la pianta
- Titolo originale: Floral Support
- Diretto da: Tim Ryder
- Scritto da: Sean W. Cunningham e Marc Dworkin

### Trama
Phoebe e Cherry decidono di aiutare Allison e il gruppo dei Green Teens, che deve darsi da fare per proteggere una pianta rara dalle smanie distruttive del preside Bradford.

## La benda di Evilman
- Titolo originale: Patch Me If You Can

- Diretto da: Trevor Kirschner

- Scritto da: Chase Heinrich e Micah Steinberg

### Trama
Grazie alle dritte del dottor Colosso, Max riesce a ricostruire la "benda da pirata di Evilman", un accessorio che rende super cattivo chi l'indossa. Intanto il fratellino di Link sta per compiere gli anni e Phoebe combina un grosso guaio, facendo indossare al bambino la benda di suo padre.

## Lasciami respirare
- Titolo originale: Give Me a Break Up
- Diretto da: Leonard R. Garner Jr.
- Scritto da: Dicky Murphy

### Trama
Le continue attenzioni di Link assillano Phoebe che non trova un momento per pensare a sé stessa. La ragazza decide di trovare un hobby per Link che lo tenga occupato per un po' di tempo. Ma il ragazzo diventerà un magnifico supereroe e verrà trasferito a Hong Kong...

## La scelta del mentore
- Titolo originale: No Country for Old Mentors
- Diretto da: Trevor Kirschner
- Scritto da: Dan Cross e David Hoge

### Trama
Phoebe deve scegliere un mentore che la guidi nel suo percorso da supereroe. La sua attenzione va subito a un moderno e tecnologicamente attrezzato motociclista, ma per non deludere il padre, decide di allenarsi con quest'ultimo.

## Il trattato di pace
- Titolo originale: Date Expectations
- Diretto da: Carl Lauten
- Scritto da: Anthony Q. Farrell e Dicky Murphy

### Trama
Phoebe non sta brillando a scuola, ma la sua insegnante, la signora Austin, ha deciso di concederle un'ultima possibilità per scongiurare l'insufficienza.

## La serata dei giochi
- Titolo originale: He Got Game Night
- Diretto da: Jonathan Judge
- Scritto da: Lisa Muse Bryant e Dicky Murphy

### Trama
Per i Thunderman è il giorno della tradizionale serata dei giochi, e Max farà coppia con Allison, una ragazza che, alla fine dell'episodio, diventerà la sua fidanzata.

## Baciami Nate
- Titolo originale: Kiss Me Nate
- Diretto da: Leonard R. Garner Jr.
- Scritto da: Wesley Jermaine Johnson e Scott Taylor

### Trama
In una recita scolastica, Max è convinto che Allison dovrà baciare Nate, e questo scatena la sua gelosia.

## Dog-sitting
- Titolo originale: Dog Day After-School
- Diretto da: Jonathan Judge
- Scritto da: Anthony Q. Farrell

### Trama
Nora e Billy portano a scuola il tablet della madre senza permesso, che però viene sequestrato dall'insegnante. Per non farlo scoprire ai genitori, i ragazzini chiedono aiuto ai fratelli maggiori. Phoebe, parlando al telefono con l'insegnante e fingendosi Barb, la convince a restituire il tablet, ma solo nelle mani della madre. I fratelli trasformano quindi Doggin, il cane del cugino di cui si stanno prendendo cura, in un'umana e la fanno passare per Barb. Il piano funziona, ma dopo che l'insegnante se n'è andata, Doggin mangia della carne e viene sopraffatta da una frenesia carnivora, che la spinge a fuggire ed assaltare negozi della città alla ricerca di cibo. I fratelli riescono a recuperarla e ritrasformarla in cane giusto in tempo.
Nel frattempo Chloe vuole fare ginnastica e i genitori l'accompagnano.

## Scherzi e trabocchetti
- Titolo originale: Original Prankster
- Diretto da: Trevor Kirschner
- Scritto da: Dan Serafin

### Trama
Max invita a cena Allison per festeggiare i loro primi sei mesi insieme e, credendo di farla divertire, organizza un crudele scherzo ai danni di Evan.

## Il coprifuoco
- Titolo originale: Chutes and Splatters
- Diretto da: Trevor Kirschner
- Scritto da: Lisa Muse Bryant

### Trama
Phoebe non rispetta l'orario di rientro serale imposto dalla madre e viene punita severamente. Inoltre Thundergirl deve anche badare a Simone, la figlia della presidente Kickbutt.

## Selfie pericolosi
- Titolo originale: I'm Gonna Forget You, Sucka
- Diretto da: Robbie Countryman
- Scritto da: Dan Cross e David Hoge

### Trama
Phoebe e Cherry vogliono vincere il concorso scolastico per il miglior selfie. Cherry scatta una foto, ma viene inquadrato anche il ritratto dei Thunderman vestiti da supereroi.

## Incontro con i suoi
- Titolo originale: Beat the Parents
- Diretto da: Jonathan Judge
- Scritto da: Lisa Muse Bryant (sceneggiatura) e Nora Sullivan (soggetto)

### Trama
I genitori di Allison vogliono conoscere Max, ma il ragazzo ha un serio problema: non riesce a parlare con gli adulti senza insultarli.
- Guest star: Chris Jericho (Gary).

## Colpo di fulmine
- Titolo originale: Can't Spy Me Love
- Diretto da: Eric Dean Seaton
- Scritto da: Dicky Murphy

### Trama
Phoebe usa l'app "Trova il nemico" per trovare un ragazzo con cui crede di avere molte cose in comune.

## Chi è il tuo preferito?
- Titolo originale: Robin Hood: Prince of Pheebs
- Diretto da: Jonathan Judge
- Scritto da: Chris Atwood

### Trama
Hank e Barb decidono di andare al cinema e affidano Chloe a Phoebe. Phoebe però è gelosa perché Chloe preferisce Max a lei, così le racconta una storia.

## Le sorelle McBooger
- Titolo originale: Aunt Misbehavin'
- Diretto da: Jonathan Judge
- Scritto da: Sean W. Cunningham e Marc Dworkin

### Trama
È il compleanno di Barb, Phoebe e Max vogliono farle un regalo e chiamano la zia Mandy. La famiglia Thunderman scopre però che le sorelle McBooger non sono rimaste in buoni rapporti per lo stesso motivo per cui Max e Phoebe hanno recentemente litigato. Nel frattempo Billy, Nora e Chloe vogliono comprare una torta al cioccolato per il compleanno, perché la precedente (sempre al cioccolato) è stata mangiata da Chloe. Alla fine però, dopo un'alleanza tra Max e la zia Mandy, le sorelle McBooger fanno pace e la famiglia Thunderman, la zia Mandy e la band di Max partecipano alla festa di Barb.

## Furto in casa
- Titolo originale: Stealing Home
- Diretto da: Eric Dean Seaton
- Scritto da: Sean W. Cunningham e Marc Dworkin

### Trama
Hank e Phoebe, per non andare a comprare le scarpe con la famiglia, si inventano una scusa e, quando la famiglia se ne è andata, vanno al cinema, ma quando tornano a casa si accorgono che li hanno derubati. Allora, per non farsi scoprire da Barb, devono fare da schiavi a Max e recuperare la refurtiva.

## Un test da super-are
- Titolo originale: Back to School
- Diretto da: Robbie Countryman
- Scritto da: Jed Spingarn

### Trama
La presidente Kickbutt si accorge che Phoebe e Max hanno saltato il giorno del test di quinta elementare, così Max racconta a Phoebe che da piccolo le aveva fatto uno scherzo per non farla andare a scuola.
Una volta a scuola incontrano Metal Chiappa, una vecchia conoscenza che tenta di non far superare il test a Phoebe e a Max per vendicarsi di quando Max lo prese in giro alle elementari.

## Il segreto rivelato (1ª parte)
- Titolo originale: Thundermans: Secret Revealed
- Diretto da: Robbie Countryman e Jonathan Judge
- Scritto da: Dan Serafin e Jed Spingarn

### Trama
Max riceve una telefonata da Dark Mayhem che lo invita ad un incontro per affidargli un incarico: dovrà prendere i poteri di Phoebe con l'aiuto di una speciale sfera.

## Il segreto rivelato (2ª parte)
- Titolo originale: Thundermans: Secret Revealed
- Diretto da: Robbie Countryman e Jonathan Judge
- Scritto da: Dan Serafin e Jed Spingarn